# Notolomatia ovamboensis
Notolomatia ovamboensis är en tvåvingeart som först beskrevs av Hesse 1956.  Notolomatia ovamboensis ingår i släktet Notolomatia och familjen svävflugor.
Artens utbredningsområde är Namibia. Inga underarter finns listade i Catalogue of Life.